# Ettore Calvi
Ettore Calvi (Milano, 5 marzo 1907 – Milano, 2 luglio 2001) è stato un politico e sindacalista italiano.

## Biografia
Membro attivo in età giovanile di Azione Cattolica, ne fu dirigente dal 1924 al 1940. Allo scoppio della seconda guerra mondiale partecipò al conflitto, al termine del quale intraprese la carriera di sindacalista. Venne designato nel 1946 segretario della Camera del Lavoro di Varese e vicesegretario di quella di Milano, mantenendo la carica fino al 1948.
Fu tra i principali fautori della nascita della Libera CGIL divenuta in seguito CISL, di cui divenne segretario generale della provincia di Milano.
Iscritto alla Democrazia Cristiana, ricoprì il ruolo di consigliere comunale della sua città natale nel 1951, presentandosi successivamente alle elezioni politiche in Italia del 1953 in cui venne eletto alla Camera.
Fu sottosegretario di Stato al lavoro e alla previdenza sociale in sei governi, il terzo e quarto governo Fanfani, il primo governo Leone e il primo, secondo e terzo governo Moro.